# Apocryptus leucozonatus
Apocryptus leucozonatus är en stekelart som först beskrevs av William Harris Ashmead 1905.  Apocryptus leucozonatus ingår i släktet Apocryptus och familjen brokparasitsteklar. Inga underarter finns listade i Catalogue of Life.